# Astragalus echinatus
Astragalus echinatus là một loài thực vật có hoa trong họ Đậu. Loài này được Murray miêu tả khoa học đầu tiên.